# Асликуль
Аслику́ль (устар. Асылыку́ль; устар. Асли-Куль; баш. Асылыкүл) — самое крупное озеро в республике Башкортостан. Расположено в 27 км к северо-западу от города Давлеканово. Находится в широкой котловине между северо-восточными отрогами Белебеевской возвышенности и окружено горами: Табулак, Улу-Карагач, Улутау, Бэлекей-Карагач, Большой Нор, Малый Нор, Зайтуляктау. Озеро карстово-провального происхождения. Питание смешанное, снеговое, подземное и дождевое. Вода в озере слегка солоноватая с высокой минерализацией.

## Описание
Чаша озера расположена между вершинами Улутау, Тубулдак, Улу-Карагач, Белекей-Карагач и отрогами сырта Ташлы-тау, сложенного карбонатными песчаниками Уфимского яруса. Южный берег представляет собой довольно крутой склон с перепадом высот от 210 до 370 м. Восточная сторона этого склона покрыта смешанным лесом, средняя часть — молодыми лиственничными и сосновыми посадками. Перед самым озером этот склон имеет уступ в виде широкой структурной террасы шириной 50—300 м, возвышающийся над уровнем воды на 10—30 м. Этот склон пересечён многочисленными логами, имеющими общее направление к озеру. Западный, северный и восточный берега озера приподняты над урезом воды на 5—25 м. В строении водосбора принимают участие верхнепермские отложения с известняками, глинами и прослоями серых, светло-серых известняков. Ниже 130—150 м от поверхности земли залегают гипсово-ангидритовая соленосная и ангидритово-доломитовая толщи Кунгурского яруса. По берегам озера расположены деревни Бурангулово, Купоярово, Янги-Турмуш, а также оздоровительные объекты.

## Флора и фауна
Растительность озера представлена камышом, рогозом и тростником обыкновенным. В окрестности озера колки липово-дубово-берёзовых лесов сочетаются с типичными участками типчаково-ковыльных степей, а также солончаковых лугов вдоль побережья. До конца XIX века вокруг Асылыкуля росли хвойные леса, кустарники, которые создавали благоприятный микроклимат. Эти леса вырубили местные жители, а последнюю лиственницу срубили в 1951 году у деревни Янги-Турмуш, и эта порода исчезла.
Озеро и его окрестности привлекают для гнездовья, а также отдыха, прокорма во время осенних и весенних перелётов различные виды птиц: уток, лебедей, гусей, пеганок и также значительное количество певчих птиц (славки садовой, мухоловки-пеструшки, камышовки болотной и др.).
Территория озера обладает богатым животным и растительным миром. Здесь произрастают растения, занесённые в Красную книгу. Это ковыль Залесского, ковыль красивейший, ковыль перистый, тонконог жестколистный, рябчик русский, венерин башмачок настоящий, чина Литвинова, флокс сибирский, истод сибирский, гвоздика иглолистная, терексен татарский, клаусия солнцелюбивая. Из видов животных, включённых в Красную книгу, обитают обыкновенный аполлон, степная дыбка, чернозобая европейская гагара, казарка краснозобая, сапсан.
Ихтиофауна представлена различными видами рыб: плотва, щука, окунь, судак, налим, карп, сазан, линь, а также сиг, рипус и др.

## Происхождение гидронима
Название озера происходит из башкирского языка: асылы — «развилистое», күл — «озеро».

## Легенды
По древним верованиям башкир, озером правит царь Асылыкуля (баш. Асылыкүл батшаһы). Дух озера Асылыкуль всегда предупреждал башкир о надвигающихся бедствиях, несчастьях (баш. Асылыкүлдең батшаһы - иң оло эйәһе илгә ҙур афәт, бәлә-ҡаза килерен башҡорттарға алдан иҫкәртеп ҡуйыр булған) (БХИ. Т.2). Иногда называется Хозяин озера Асылыкуль (баш. Асылыкүл эйәһе). Так говорят: баш. Асылыкүлдең эйәһе бар, ул ошо ташҡа сығып ултыра, тиҙәр. Перевод: «Говорят, у озера Асылыкуль есть дух, он выходит из озера и сидит вот на этом камне».

## Озеро в башкирском фольклоре
Озеро упоминается в башкирском эпосе «Заятуляк и Хыухылу». Также в башкирской сказке «Аслыкуль» рассказывается о источнике имени озера. В ней считается, что имя озера означает сердитое озеро.
В песне Асылыкүл («Асылкуль») поётся:
Күл буйҙары дүңгәк-дүңгәк,

Күл һыуҙары күк-күңгәк.

Асылыкүл буйҙарында

Кәрәк уйнамаҡ-көлмәк.

Асылыкүл, Асылыкүл,

Шунда асыла күңел.
Перевод:
Берега озера круглые-круглые,

Вода озера ярко-синяя.

На берегах Аслыкуля

Надо играть-смеяться

Аслыкуль, Аслыкуль,

Там веселится душа.
В 1833 году русский писатель Владимир Иванович Даль объехал башкирские земли и сделал подробное их описание, записал башкирские предания — про озеро Елкикичкан, про пещеру в скалах Тауча, про любовь Зая—Туляка к дочери подводного хана, хозяина озёр Аслыкуль и Кандрыкуль:

В 12-м башкирском кантоне есть место в 1800 квадратных вёрст, где нет ни одного русского, ни татарина, ни мещеряка, ни чувашина, ни мордовина, ни вотяка, ни тептеря, ни черемисина, нет вовсе этих, так называемых припущенников и переселенцев, которые, обще с нашими заводчиками переполосовали и испятнали всю Башкир. …Земля эта, о которой я говорю, лежит в Белебеевском уезде и принадлежит четырём родам или волостям, известным под общим названием демских башкир, по реке Деме или, вернее, Дим. Здесь есть степи, луга, речки, озёра, горы и леса. Демские башкиры ещё кочуют и даже держат верблюдов, старина ими ещё не забыта. Тут-то не далеко от заводов …лежит озеро Ачулы, или, как башкиры, не выговаривающие буквы ч, его называют: Ассулы.

Озеро Ассулы, или Ачулы, в переводе: открытое, отверстое, бездонное, или, может быть, вернее, сердитое — в самом деле разливается и упадает, прибывает и убывает, не постоянно не равномерно, без всяких видимых причин. Башкиры уверены, что первое делается перед какою — нибудь бедою. Они сосчитают вам по пальцам не только события от 1772 года по 1860-й, от Емельки Пугачёва и до мятежа в Польше, не забыв ни одной войны нашей, ни одного местного или общего для империи бедствия, но прихватят иную пору такой старины, что после того события или времени во всех уездных городах нашей губернии раз по семи уже погорели все архивы, и вам было бы негде навести справку ни о событии, ни о тогдашнем состоянии озера Ачуллы, если бы исправник и доносил в то время о последнем обстоятельстве, как ныне, присовокупляя иногда, что « озеро Ачуллы — куль вздувается и прибывает, по примеру прежних лет, и по — видимому божьею волей; ибо, при обследовании дела, ничего подозрительного не оказалось». У восточной оконечности озера тянется овраг, в который заливается вода, когда озеро в разливе…— В. И. Даль. «Башкирская русалка»

## Национальный парк
Озеро находится под защитой Закона «Об особо охраняемых природных территориях в Республике Башкортостан». По предложению Комиссии по охране природы Башкирского филиала АН СССР озеро Асылыкуль в 1962 году было включено в список памятников природы общесоюзного значения. В 1965 году Постановлением Совета Министров БАССР озеро было объявлено памятником природы республиканского значения.
19 января 1993 года решением Совета Министров РБ был образован Национальный парк «Озеро Аслы-Куль». С 1 января 2005 года вступил в силу Федеральный закон Российской Федерации от 22 августа 2004 года № 122-ФЗ в соответствий с которым: «упразднить в Республике Башкортостан природные парки „Аслы-Куль“, „Мурадымовское ущелье“ и „Кандры-Куль“ со включением их территорий в качестве кластерных участков в состав национального парка „Башкирия“ (и перенести головной офис национального парка „Башкирия“ в г. Уфу)». На 2009 год является природным парком.

## Родники
Выделяются родники Аслыкульской группы, самый известный из них — гидрологический памятник природы Алга.

## Галерея

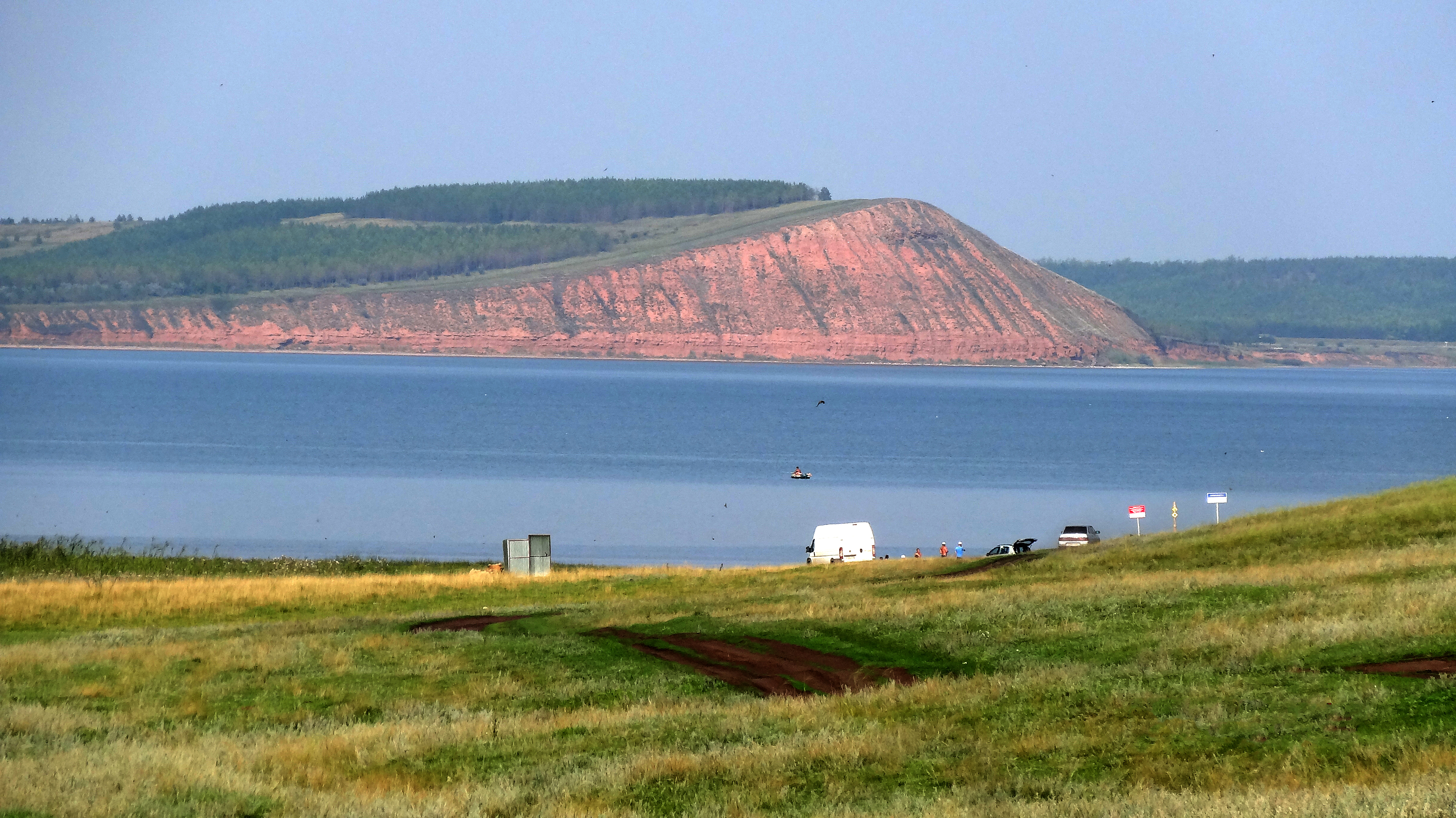
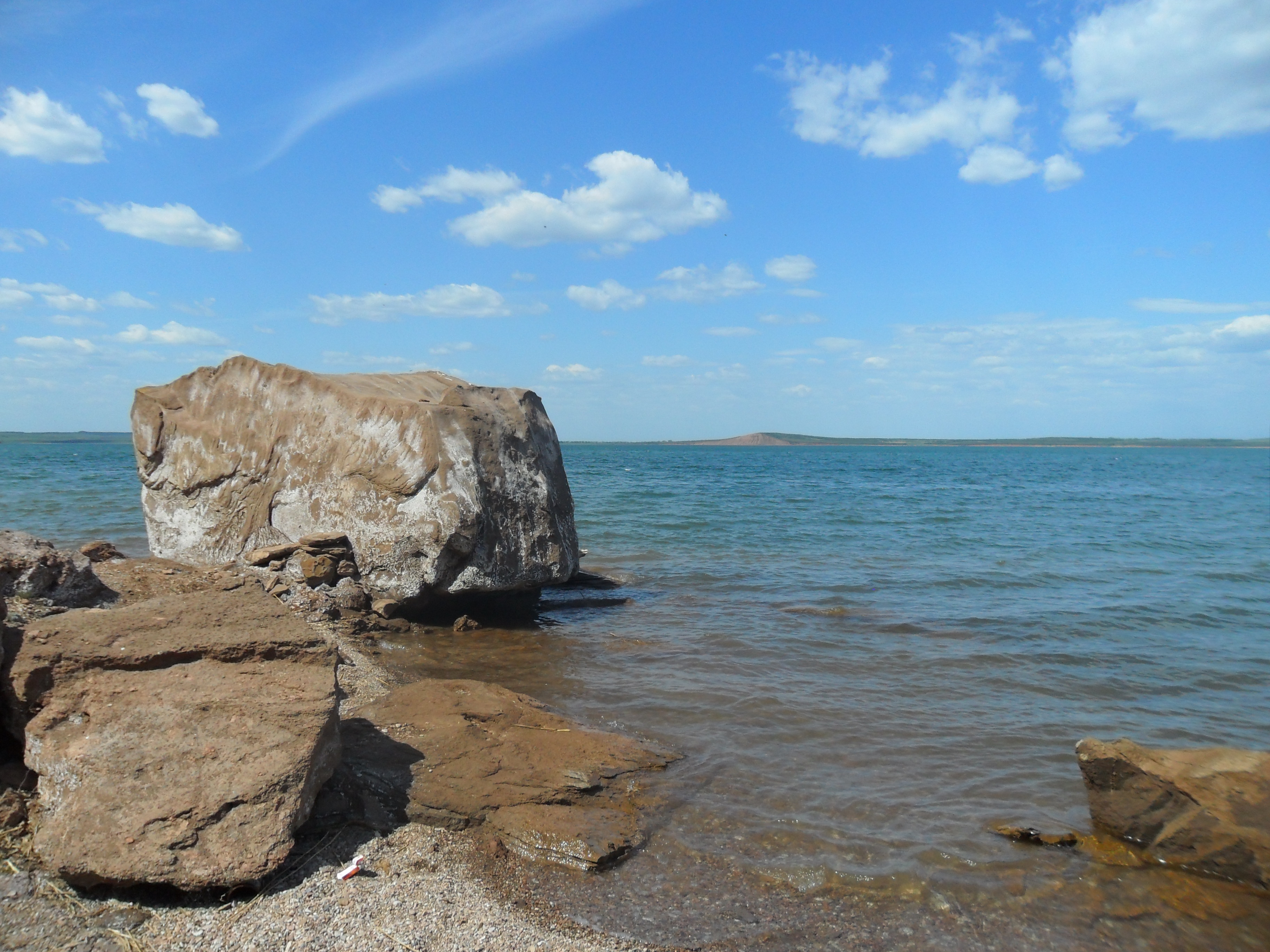
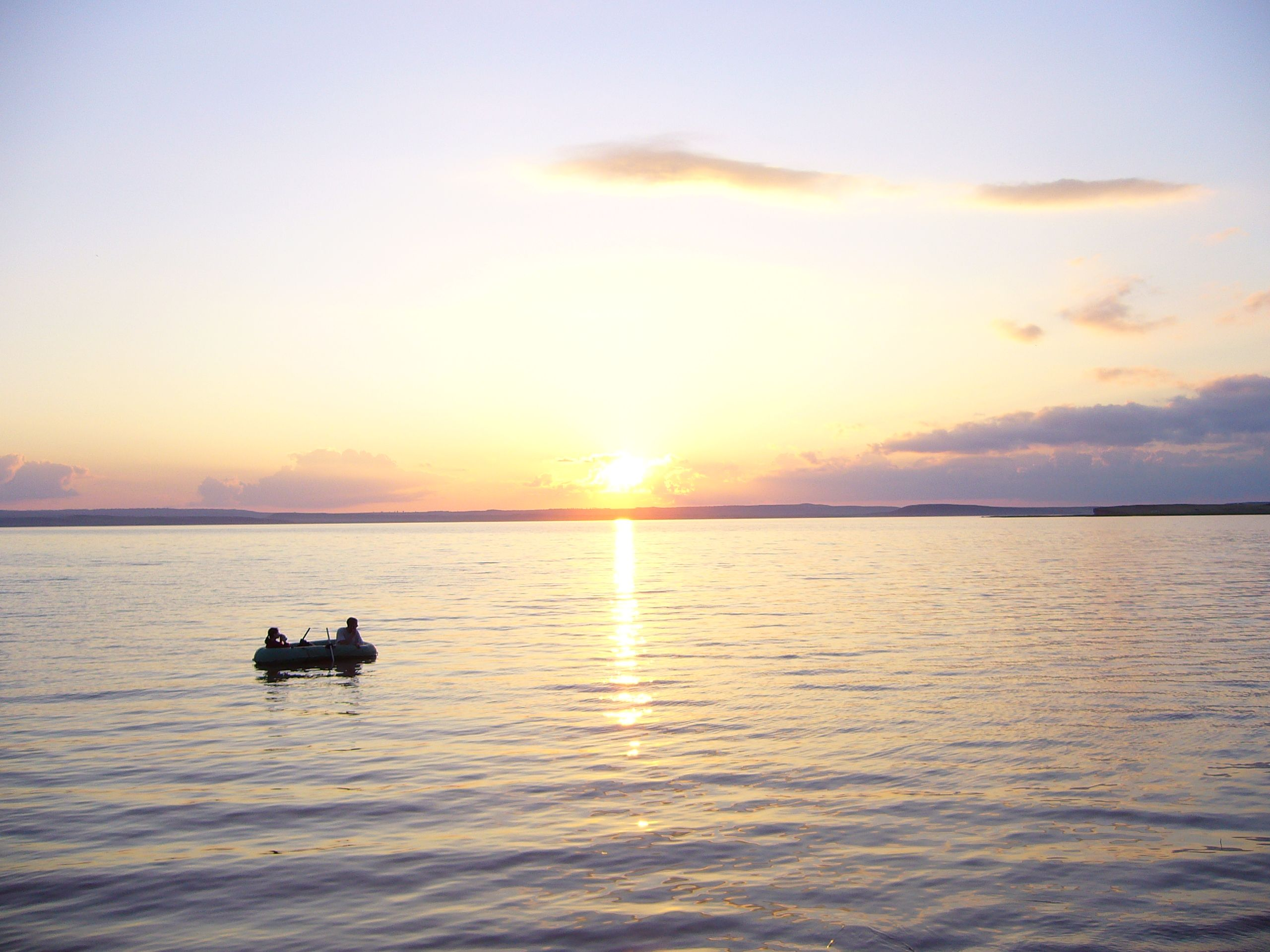
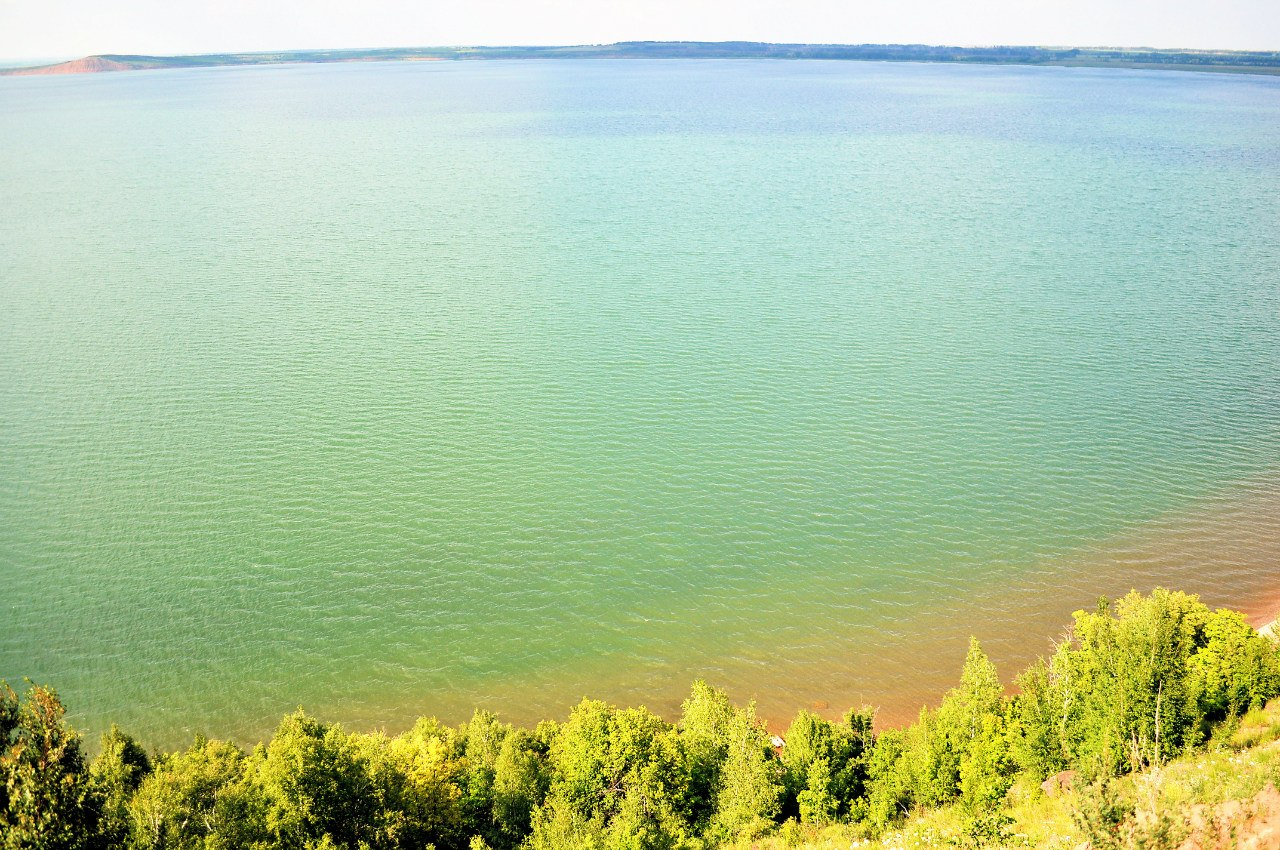
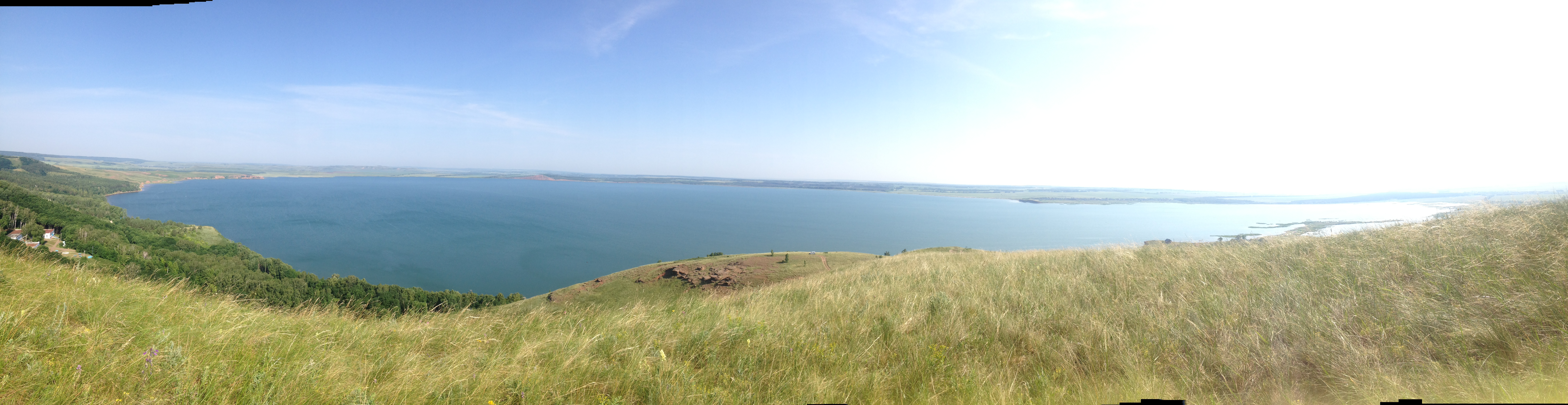